# Some Hearts (The Everly Brothers)
Some Hearts è l'ultimo album in studio del duo musicale statunitense The Everly Brothers, pubblicato nel 1988.

## Tracce
1. Some Hearts (Don Everly) – 5:22
2. Don't Worry Baby (Roger Christian, Brian Wilson) – 3:37
3. Ride the Wind (John Durrill, Phil Everly) – 3:29
4. Be My Love Again (Don Everly) – 4:36
5. Can't Get over It (Don Everly) – 4:25
6. Angel of the Darkness (John Durrill, Phil Everly) – 3:48
7. Brown Eyes (John Durrill, Phil Everly) – 2:41
8. Three Bands of Steel (Don Everly) – 2:45
9. Julianne (Patrick Alger, J. Fred Knobloch) – 3:05
10. Any Single Solitary Heart (John Hiatt, Mike Porter) – 4:12

## Formazione
- Don Everly – voce, chitarra
- Phil Everly – voce, chitarra
- Albert Lee – chitarra
- Phil Cranham – basso
- Larrie Londin – batteria
- Pete Wingfield – tastiera
- Hank DeVito – chitarra, steel guitar
- Greg Harris – chitarra (traccia 6)
- John Hobbs – tastiera (6, 7)